# Marte 4NM
Marte 4NM foi a designação de uma missão não tripulada, planejada para o início da década de 70 pela União Soviética como parte do Programa Marte durante a "janela" de 1973.
A Marte 4NM seria a primeira tentativa do escritório de projetos NPO Lavochkin (OKB-301) em projetar e lançar uma missão de pouso de um rover em solo marciano. Para conduzir a espaçonave ao seu destino, os técnicos contavam com a prontidão do foguete N1, o que acabou não acontecendo.
A missão era pousar uma versão modificada do rover Lunokhod na superfície de Marte sem maiores compromissos. Isso permitiria que os sistemas fossem checados e também atingir mais uma primazia espacial soviética para fins de propaganda antes de uma tentativa com um rover mais específico, o Marsokhod.